# Hamworthy United F.C.
Câu lạc bộ bóng đá Hamworthy United là một câu lạc bộ bóng đá đến từ Hamworthy, một vùng ngoại ô của Poole, Anh. Được thành lập vào năm 1970 với tư cách là sự hợp nhất của Hamworthy và Trinidad Old Boys, đội hiện là thành viên của Southern League Division One South và thi đấu tại County Ground. Câu lạc bộ liên kết với Dorset FA.

## Lịch sử

### Trước hợp nhất
Câu lạc bộ bóng đá Hamworthy được thành lập năm 1926, và là thành viên sáng lập của Dorset Combination năm 1957. Trinidad Old Boys tham gia Dorset Combination năm 1965.

### Sau hợp nhất
Hai câu lạc bộ hợp nhất vào năm 1970 để tạo thành Hamworthy United, tiếp tục trong Tổ hợp Dorset và thi đấu tại Hamworthy's County Ground. Đội vô địch Dorset Combination mùa giải 1976-77 và vô địch League Cup mùa giải 1989-90. Năm 2002, giải đấu được đổi tên thành Dorset Premier League, với Hamworthy tiếp tục giành chức vô địch trong mùa giải đầu tiên dưới cái tên mới. Họ đã giữ được danh hiệu vào mùa giải tiếp theo, đồng thời giành được Charity Shield của giải đấu, và được thăng hạng lên Division One của Wessex League.
Trong mùa giải đầu tiên tại Wessex League, Hamworthy đã giành được Cúp Liên đoàn, đánh bại Thatcham Town trong trận chung kết. Đội tiếp tục vô địch Dorset Senior Cup mùa sau với chiến thắng 2-1 trước Poole Town trong trận chung kết. Năm 2006, Division One của Wessex League đổi tên thành Premier Division. Đội đã lọt vào chung kết League Cup mùa giải 2008-09 và Dorset Senior Cup mùa giải 2013-14, nhưng thua cả hai trận.

## Sân vận động
Hamworthy chuyển đến County Ground năm 1950, với việc sân trở thành sân nhà của câu lạc bộ mới sau khi sáp nhập năm 1970.

## Danh hiệu
- Wessex League
  - Vô địch League Cup 2004-05
- Dorset Premier League
  - Vô địch 1976-77, 2002-03, 2003-04
  - Vô địch League Cup 1989-90
  - Vô địch Charity Shield 2003-04
- Dorset Senior Cup
  - Vô địch 2005-06

## Kỉ lục
- Thành tích tốt nhất tại Cúp FA: Vòng loại thứ hai 2007-08, 2008-09, 2013-14[5]
- Thành tích tốt nhất tại FA Vase: Vòng ba, 2008-09[5]